# 刑事110キロ
『刑事110キロ』（けいじ110〈ひゃくじゅっ〉キロ）は、テレビ朝日系「木曜ミステリー」枠で放送された日本の刑事ドラマシリーズ。主演は石塚英彦。
第1シリーズは2013年4月25日から6月13日まで、第2シリーズが2014年4月17日から6月5日まで放送された。

## 解説
長年京都府警で交番勤務をしていた警察官が、捜査一課長付きの刑事に抜擢され活躍する刑事ドラマ。ホンジャマカ・石塚英彦は福原警部シリーズ等これまで何度か刑事役を演じてきたが、本作が連続ドラマ初主演となり、自然に周りを巻き込んでいく包容力を持つ石塚の魅力ありきの作品として企画され、製作されている。第1シリーズと第2シリーズで形式が違い、第2シリーズは倒叙ものに変更された。

## あらすじ
体重110キログラムの巨漢・花沢太郎は、20年間京都府警管内の交番に勤務し、地元民や観光客から親しまれていた。ある日、不意に訪問した三宅悠里子宅に被疑者が潜んでいるのを即座に言い当てた花沢は、それを目撃した京都府警本部の捜査一課長の警視・錦織玲子に見込まれ、鴨川西警察署川面交番から府警本部・捜査一課長付き刑事の辞令を受ける。同僚となる特別班の木内光義や権田千夏、第一係の鬼久保巌はこの抜擢を訝しがるが、花沢は交番勤務で鍛えた鋭い洞察力と人間観察力を働かせ、人懐っこい笑顔で相手の懐に入り込み、事件を解決していく。

## 登場人物

### 京都府警察

#### 捜査一課長付き特別班
課長直属の刑事部屋。捜査が行き詰まっている事件、未解決事件など課長自らが陣頭指揮を必要としている案件を担当する部署。
花沢太郎
演 - 石塚英彦(ホンジャマカ)
階級は巡査部長。人懐っこい笑顔を見せる交番巡査で、幼少期から刑事に憧れていた。横山忠志とは警察学校の同期。その推理力・洞察力を捜査一課長・錦織に見込まれ、刑事へ引き上げられる。当初は被疑者に手の内を教えてしまうこともあったが、既成概念に囚われない捜査で犯人を追いつめていく。解決に近づくとマイボトルの飲み物を口にし気合いを入れ、捜査へ向かう。交番勤務時代から多くの地元民に愛され、彼らからも協力を受ける。温厚だが、不人情な人物には厳しく接する。自分の印象やキャラクターを利用して犯人の懐に入り、犯人の自白を得るまで追い詰めるという押しの強さや図々しさも持っている。
木内光義
演 - 中村俊介
階級は警部補。花沢の相棒。刑事には笑顔は必要ないと花沢に教えるほど厳格で真面目な刑事だが、花沢のペースに振り回され、気がついたときには自宅に招き入れてしまい、夕食を頻繁にご馳走している。また、非番の日に出掛けた一家のドライブにも彼が同行していた。しかし、花沢の洞察力・推理力に一目おいている。花沢からは「木内っちゃん(きうっちゃん)」と呼ばれる。

権田千夏
演 - 星野真里
明志館大学在学中、心理学部犯罪心理学科教授の奈良和彦に師事し、警察官を志す。後方支援や事件概要の情報収集を担当しているが、現場にも出る。花沢からは「ごんちゃん」と呼ばれる。
錦織玲子
演 - 高畑淳子
課長。階級は警視。読唇術に長ける。警察組織は被疑者を裁く機関ではなく、法を守る立場だと話す。女性キャリアを快く思わぬ鬼久保は彼女の失脚を願っており、目の上のたんこぶである。新人刑事時代に白石あかねの事件に関わり、ある事情から負い目を抱いている。

#### 捜査一課一係
鬼久保巌
演 - 石丸謙二郎
係長。階級は警部。出世欲が強く、女性上官である錦織の存在を快く思っていない。花沢のことを「相撲部屋」、「捜査のイロハも知らない」と馬鹿にしているが、花沢からは相手にされていない。
第2シリーズ最終話第2部で、夫を殺害した秋葉美由紀を警察の捜査から守るために事件現場を工作し、犯人隠避などの罪で逮捕された。
林弘太郎
演 - 陳内将
鬼久保の部下。花沢や木内に捜査情報をつい話してしまい、鬼久保からいつも怒鳴られている。

#### 幹部
元村孝
演 - 嶋田久作
刑事部部長。

### 木内家
木内菜穂子
演 - 井上和香
光義の妻。大学時代はチアリーダー部に所属しており、その頃に光義と知り合った。
木内かなえ
演 - 長島愛莉
木内こずえ
演 - 中西萌（第1シーズン） →  中谷文音（第2シーズン）
木内さちえ
演 - 椎平瑠月
上記3名は光義・菜穂子の娘たち。花沢を｢花ちゃん｣と呼び、懐いている。

### その他
鈴春
演 - 石井トミコ（第1シーズン）
占い師。花沢を勝手に占い、占い料を請求するちゃっかり者。元は売れっ子芸妓だった。
白石あかね
演 - 竹下景子（第1シーズン）
小鍋屋あかね店主。旧姓：藤原。芸妓時代に、料亭の息子を鴨川に突き飛ばし殺害したとして警察に自首し服役した。その後白石勇作と結婚し、小鍋屋を開店するも勇作が梅渓靖子と関係を持った為、別居の末に離婚届を彼に渡した。

### ゲスト
複数話登場の場合は括弧（）内に表記。

#### 第1シリーズ（2013年）
第1話「殺人の過去を持つ女!! 新人刑事の型破り捜査」
- 三宅悠里子（三宅悠里子助産院 助産師） - 市原悦子
- 三宅悠輔（悠里子の息子） - 大熊ひろたか
- 氷川京太郎（氷川総合病院 常任理事） - 原慎一
- 寺西章（テニスクラブコーチ） - 内藤邦秋
- 丸山浩司（二条工務店 大工） - 山本辰彦
- 村井秀美（氷川総合病院 看護師） - 中村彩実

第2話「祇園の芸妓に殺人の過去! 型破り捜査が暴く時差トリック!!」
- 青木誠一（「青木誠一・千賀子法律事務所」所長） - 羽場裕一
- 白石勇作（あかねの元夫） - 本田博太郎
- 梅渓靖子（京野菜梅渓 経営者） - 高野志穂
- 青木千賀子（誠一の妻・弁護士） - 中村高華
- 谷山貞雄（谷山建設 社長） - 吉田輝生
- 宮野慶子（キャバクラ嬢） - 田中良子

第3話「型破り刑事の大失態京都の街を巻き込む禁断の捜査!!」
- 三田村薫（CNB NEWS LINEニュースキャスター） - 東ちづる
- 河原渉（錦織の元恋人） - 三浦浩一
- 森山和男 - 藤山扇治郎
- 梨田（元下着泥棒） - 加藤歩
- 刑事 - 河野真也（オクラホマ）

第4話「vs犯罪心理学の権威完璧すぎる殺人トリックに挑む!!」
- 奈良和彦（明志館大学心理学部犯罪心理学科 教授） - 辰巳琢郎
- 城島雅子（誠の妻） - 舟木幸
- 城島誠（明志館大学心理学部 主任教授） - 酒井高陽
- 吉野准一（明志館大学社会学部 准教授） - 鷲尾昇
- 刑事 - 河野真也（オクラホマ）

第5話「友よ母よ…京の五条に響く歌! 少女が繋ぐ4つの事件」
- 藤井 - 神山繁
- 三上晶（京聖学院高等学校 生徒） - 小池里奈
- 矢沢透（晶の幼馴染） - 井之脇海
- 水島昇（狙撃犯） - 遠山俊也
- 矢沢美代子（透の母親） - 辻沢響江
- 川井淳（洛北物産 元社長） - 谷口高史
- 松田（京阪ドラゴン） - 花田昇太朗

第6話「あるべきものがない殺人現場! 京都に散った親子の絆」
- 小畑八郎（元常習空き巣犯） - ミッキー・カーチス（第2シリーズ第5話にも出演）
- 上杉慶一（京都俊英スクール 塾長） - 高橋和也
- 広澤宗孝（京都俊英スクール 副塾長） - 小林正寛
- 金子安雄（詐欺・恐喝の常習犯） - 杉山幸晴
- 上杉健太（慶一の息子） - 久保田直樹

第7話「なぜ彼を撃ったの? 親友警官に問う!! 京都の里山で起きた銃撃事件の裏の裏」
- 横山忠志（元刑事 / 現北丹警察署美谷村駐在所勤務・花沢の同期） - 鶴見辰吾
- 新庄（ミヤコ銀行強盗犯） - 佐野和真
- 西島みどり（みたに幼稚園 教諭） - 渡辺樹里
- 矢口郁江（美谷村道の駅 店員） - 松本じゅん

最終話「さよなら花沢太郎! 証拠ゼロ…祇園花街の未解決殺人が15年目に動き出す!!」
- 武島圭吾（前科者） - 梶原善
- 川上智美（元芸妓） - 中原果南
- 会田康人（前科者） - 本山力
- 川上真琴（智美の娘） - 中井聖菜
- 高橋誠一（辰嶋屋呉服店 経営者） - 西山清孝

#### 第2シリーズ（2014年）
第1話「VSファッション界の女帝」
- 有本ちさ子（CHISAKO ARIMOTO オーナー） - 賀来千香子
- 湯川江利子（「ワイ・トップ」社長） - 床嶋佳子
- 牧田光一（ちさ子の秘書） - 渡辺大
- 西田恭平（ちさ子の共同経営者） - 高杉亘
- 池田ミツル（ファッションモデル） - 森下千里
- 中平修（広告代理店営業部社員） - 西村匡生

第2話「VS専業主婦」
- 三隅和代（重雄の妻） - 松原智恵子
- 三隅重雄（三隅税務会計事務所 経営者） - 秋野太作

第3話「目撃者は10歳児! 似顔絵が呼ぶ第二の殺人!」
- 本橋慶次（京都市議会議員） - 岡田浩暉
- 相沢満（殺人事件の目撃者） - 鈴木福
- 大田泰三（小松崎の私設秘書） - 清水綋治
- 矢部貴子（恵の母） - 岩佐真悠子
- 矢部恵（かもしか保育園 園児） - 森脇奈菜

第4話「上演中10分間の殺人! アリバイトリックを崩せ!!」
- 加賀美麗華（女優） - 山本陽子
- 好子（麗華の付き人） - 瀬戸さおり
- 直美（麗華の義妹） - 高橋悠

特別編「精神科医と心理戦」
- 羽鳥玲美（精神科医） - 高岡早紀
- 貴田修一（記者） - 山中聡

第5話「アリバイに利用された男!? 奇妙な遺留品の謎」
- 田辺由紀也（デイトレーダー） - 高橋光臣
- 国枝聡子（デートクラブ娼婦） - 篠原ゆき子
- 良枝（田辺家の家政婦） - 阪上和子
- 国枝徹（聡子の夫） - 西川浩介
- 国枝敬介（聡子の息子） - 山隅祐太郎

最終話 第1部
- 小田島克也（画家） - 柄本明
- 黒川あゆみ（小田島のマネージャー） - 遠藤久美子
- 小田島奈津美（小田島の妻） - 渡辺梓
- 立花雅彦（小田島のマネージャー） - 筒井巧

最終話 第2部
- 秋葉美由紀（資産家の娘） - 川島なお美
- 秋葉康祐（美由紀の夫） - 上杉祥三
- 本田幸樹（市民コーラス部指導者） - 海老澤健次
- 霜村和幸（空き巣常習犯） - 大久保幸治

## スタッフ
- 脚本 - 石原武龍、尾西兼一、徳永友一、中村由加里 / もろさわ和幸、森下直（第2シーズン）
- 音楽 - 沢田完
- 監督 - 黒沢直輔、石川一郎 / 猪原達三（第2シーズン）
- 主題歌
  - 第1シリーズ - 徳永英明「STATEMENT」（ユニバーサルシグマ）
  - 第2シリーズ - ウルフルズ「ヒーロー」（ワーナーミュージック・ジャパン）
- 助監督 - 吉野晴亮、中川裕介、濱龍也、佐野陽一
- VFX - キルアフィルム
- 擬斗 - 中村健人、菅原俊夫
- ゼネラルプロデューサー - 井圡隆（テレビ朝日）
- プロデューサー - 川島誠史（テレビ朝日）、河瀬光（東映） / 横塚孝弘（東映・第1シリーズ） / 榎本美華（東映・第2シリーズ）
- ラインプロデューサー - 廣田成人（第1シリーズ） / 佐藤鋼太、森洋亮（第2シリーズ）
- プロデューサー補 - 古草昌実
- 制作 - テレビ朝日、東映

## 放送日程

### 第1シリーズ
- 2013年4月25日 - 6月13日、全8話。

| 各話                                                           | 放送日         | サブタイトル                                                          | 脚本       | 監督     | 視聴率 |
| -------------------------------------------------------------- | -------------- | --------------------------------------------------------------------- | ---------- | -------- | ------ |
| 第1話                                                          | 2013年 4月25日 | 殺人の過去を持つ女!! 新人刑事の型破り捜査                             | 石原武龍   | 黒沢直輔 | 14.1%  |
| 第2話                                                          | 5月02日        | 祇園の芸妓に殺人の過去! 型破り捜査が暴く時差トリック!!                | 石原武龍   | 黒沢直輔 | 12.9%  |
| 第3話                                                          | 5月09日        | 型破り刑事の大失態京都の街を巻き込む禁断の捜査!!                      | 石原武龍   | 石川一郎 | 10.7%  |
| 第4話                                                          | 5月16日        | vs犯罪心理学の権威完璧すぎる殺人トリックに挑む!!                      | 徳永友一   | 石川一郎 | 13.0%  |
| 第5話                                                          | 5月23日        | 友よ母よ…京の五条に響く歌! 少女が繋ぐ4つの事件                        | 尾西兼一   | 黒沢直輔 | 12.6%  |
| 第6話                                                          | 5月30日        | あるべきものがない殺人現場! 京都に散った親子の絆                      | 中村由加里 | 黒沢直輔 | 11.3%  |
| 第7話                                                          | 6月06日        | なぜ彼を撃ったの? 親友警官に問う!! 京都の里山で起きた銃撃事件の裏の裏 | 尾西兼一   | 石川一郎 | 10.0%  |
| 最終話                                                         | 6月13日        | さよなら花沢太郎! 証拠ゼロ… 祇園花街の未解決殺人が15年目に動き出す!!  | 石原武龍   | 石川一郎 | 11.9%  |
| 平均視聴率 12.1%（視聴率はビデオリサーチ調べ、関東地区・世帯） |                |                                                                       |            |          |        |

- 本シリーズでは通常編成時の開始時刻が20:00となっていたが、臨時編成として19:58開始とした回がある（第1・2・7・最終話）。

### 第2シリーズ
- 本シリーズでは通常編成時の開始時刻が19:58となっている（一部地域では20:00）。
- 2014年4月17日 - 6月5日、特別編を除き全6話。
- 初回および最終話は19:00 - 20:54の2時間スペシャル。
- 5月1日は『いきなり!黄金伝説。 2時間スペシャル』放送のため休止。
- 5月22日は当初予定では通常通り放送予定となっていたが、『AFC女子アジアカップ2014 準決勝 日本×中国』放送のため急遽休止。
- 5月25日は『刑事110キロ特別編!! 規格外俳優・石塚英彦の魅力110%SP』が放送された（13:55 - 15:20、『サンデープレゼント』枠）[注 4][8]。

| 各話                                                          | 放送日         | サブタイトル | 脚本            | 監督     | 視聴率 |
| ------------------------------------------------------------- | -------------- | --- | --------------- | -------- | ------ |
| 第1話                                                         | 2014年 4月17日 | VSファッション界の女帝! 華やかなショーの裏に女たちの壮絶なバトル! 同時刻に二か所で目撃された女!? 完璧なアリバイをおデブ刑事が笑顔で崩す!!  | 尾西兼一        | 石川一郎 | 9.7%   |
| 第2話                                                         | 4月24日        | VS専業主婦! 10年に渡る夫殺害計画! 京都の春に散った熟年夫婦の愛憎劇!!                                                                       | 石原武龍        | 黒沢直輔 | 6.7%   |
| 第3話                                                         | 5月08日        | 目撃者は10歳児…! 似顔絵に隠された親子愛!! 父との約束が呼ぶ第二の殺人                                                                       | 尾西兼一        | 黒沢直輔 | 8.5%   |
| 第4話                                                         | 5月15日        | 舞台本番中の殺人!! 疑惑の主演女優に完璧アリバイ! 幕間10分の瞬間移動!?                                                                      | もろさわ和幸    | 石川一郎 | 6.6%   |
| 第5話                                                         | 5月29日        | 最終章へ… あの男が京都を去る! 殺人ルートに潜む驚愕の時間差トリック!!                                                                       | 中村由加里      | 石川一郎 | 5.7%   |
| 最終話                                                        | 6月05日        | 衝撃の結末へ! 立ちふさがる二つの事件!! 黒い靴と赤い靴の女! 暗闇と雷を利用した密室殺人トリック! 魔性の女の完全犯罪!? その影に驚きの共犯者!! | 森下直 石原武龍 | 猪原達三 | 7.4%   |
| 平均視聴率 7.7%（視聴率はビデオリサーチ調べ、関東地区・世帯） |                | |                 |          |        |
| 特別編                                                        | 5月25日        | 精神科医と心理戦 | 徳永友一        | 黒沢直輔 | -      |